# Taking Chances
Taking Chances è il decimo album in inglese e ventitreesimo album in studio della cantante canadese Céline Dion, pubblicato dalla Columbia Records nel novembre 2007. È stato il suo primo album in studio dal 2004, anno della pubblicazione di Miracle. La Dion è tornata sulla scena musicale dopo quasi cinque anni di esibizione del suo show-residency A New Day..., tenutosi a Las Vegas. Per lavorare al nuovo album, Céline ha collaborato con vari produttori di genere rock, R&B e pop, tra cui John Shanks; Linda Perry; gli ex membri degli Evanescence, Ben Moody e David Hodges; Kristian Lundin; Ne-Yo; Chuck Harmony; Tricky Stewart; David A. Stewart degli Eurythmics; Kara DioGuardi; Emanuel Kiriakou; Anders Bagge; Peer Åström; Aldo Nova; Christopher Neil e Guy Roche. L'album ha raccolto recensioni contrastanti da parte della critica che notò come "non tutte le possibilità sono state prese dopo tutto".
Taking Chances ebbe un discreti successo commerciale, vendendo 3,1 milioni di copie in tutto il mondo solo nel 2007 e raggiunse le top ten di molti paesi, tra cui la prima posizione in Canada, Svizzera, Sud Africa e nella European Top 100 Albums. L'album ha venduto 1,1 milioni di unità negli Stati Uniti e fu certificato disco di platino dalla RIAA. In Canada, dopo aver venduto oltre 400.000 copie, l'album fu certificato quattro volte disco di platino. Il primo singolo, Taking Chances è stato pubblicato nel settembre 2007 e ha raggiunto il picco nella top ten in vari paesi europei e in Canada. Nel 2008, diverse canzoni sono state selezionate come secondo singolo: Eyes on Me nel Regno Unito, A World to Believe In in Giappone e Alone in Nord America. Quest'ultimo fu rilasciato come terzo e ultimo singolo nel Regno Unito. Il 14 febbraio 2008, la Dion intraprese una lunga tournée con il Taking Chances World Tour, grazie al quale attraversò tutti e cinque i continenti, diventando uno dei tour di maggior successo e d'incasso di tutti i tempi.

## Antefatti
Il 24 agosto 2007, il sito web ufficiale di Céline Dion annunciò che la cantante era in procinto di pubblicare il suo nuovo album in lingua inglese, intitolato Taking Chances, la cui fu prevista per il 12 novembre 2007 in Europa e il 13 novembre 2007 in Nord America. L'uscita dell'album in Giappone fu prevista per il 7 novembre 2007 mentre per l'Australia e la Nuova Zelanda, la pubblicazione fu prevista per il 10 novembre 2007. Céline riguardo al suo nuovo lavoro disse: "Penso che rappresenti un'evoluzione positiva nella mia carriera: mi sento forte, forse un po' più forte di prima, e altrettanto appassionata di musica e di vita come lo sono sempre stata". Il 2 settembre 2007, la copertina dell'album fu disponibile per i membri del TeamCeline. Tuttavia, sei giorni dopo, la Columbia Records apportò delle piccole modifiche alla cover di Taking Chances. Come primo singolo dell'album fu scelto la title track, che uscì sulle radio il 10 settembre 2007, mentre il video di Céline che registrava la canzone in studio fu pubblicato sul sito di Amazon. Il 12 settembre 2007, la Columbia Records informò in un comunicato stampa che Taking Chances era stato scritto da Kara DioGuardi e David A. Stewart e prodotto dal vincitore del Grammy Award, John Shanks, e che l'album sarebbe stato seguito dal Taking Chances World Tour nel 2008 e nel 2009. Il video musicale per il primo singolo fu girato il 17 settembre 2007 in diversi luoghi di Las Vegas e diretto da Paul Boyd. Il video divenne disponibile per i membri del TeamCeline il 16 ottobre 2007 e in seguito fu proiettato in televisione.

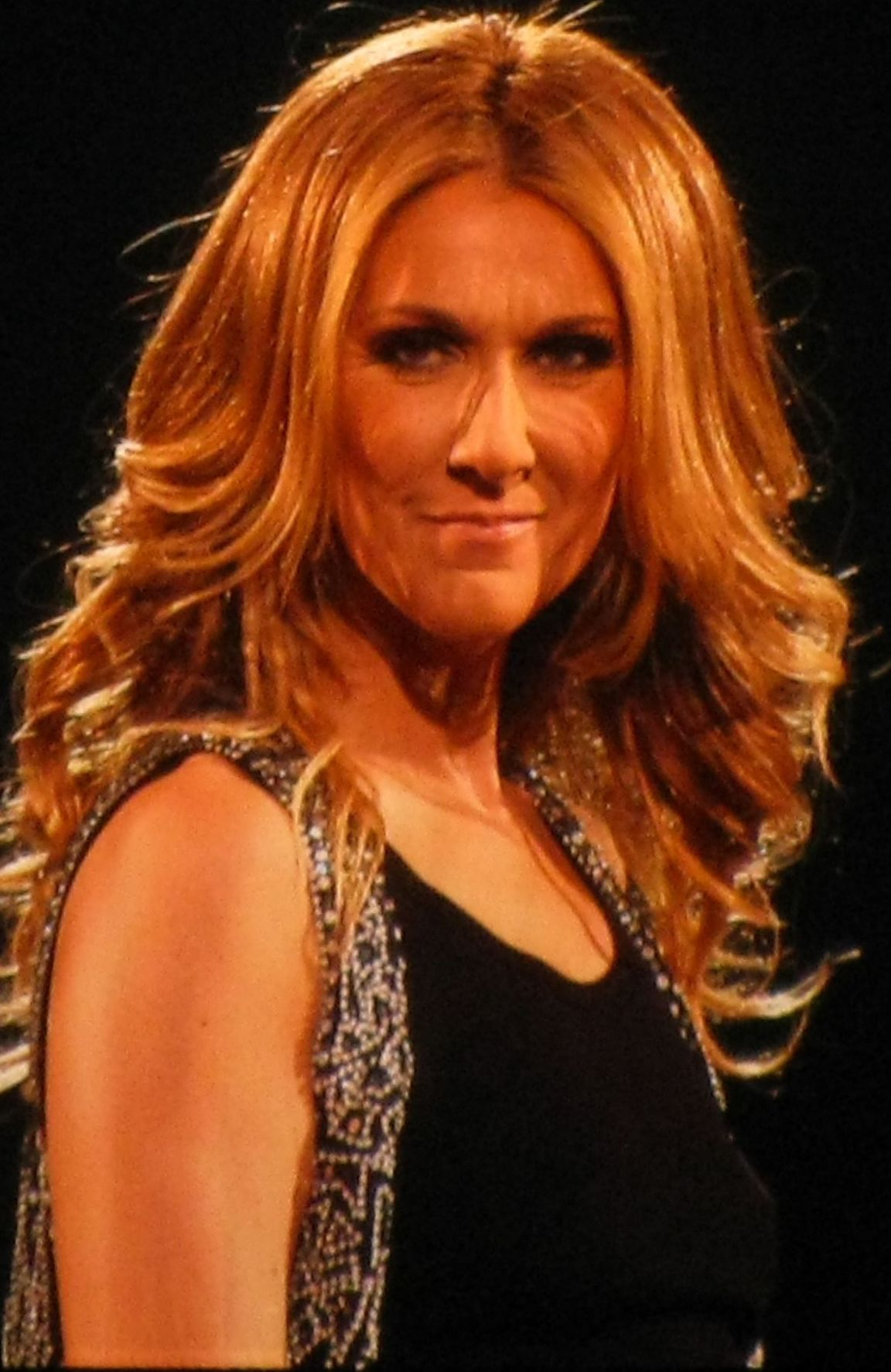
Céline Dion nel corso del suo Taking Chances World Tour.

## Contenuti
L'album è stato registrato principalmente per un periodo di tre settimane nel luglio 2007 presso i Palm Studios di Las Vegas. Céline collaborò con un gruppo di noti cantautori e produttori tra cui: Linda Perry, David A. Stewart degli Eurythmics, Ben Moody, Ne-Yo, John Shanks, Kara DioGuardi, Kristian Lundin, Anders Bagge, Peer Åström, Aldo Nova, Tricky Stewart e Christopher Neil. Una delle canzoni preferite della Dion nell'album è That's Just the Woman in Me scritta da Kimberley Rew, ex membro di Katrina and the Waves. Il brano fu offerto alla cantante quindici anni prima, ma non fu mai pubblicato fino a quando non iniziò la produzione di un album che potesse adattarsi ad una nuova fase del suo sviluppo artistico. La Dion disse al riguardo: "con il passare del tempo e con più esperienze nella vita, è più facile entrare in contatto con i nostri sentimenti più intimi ... per sapere di più su ciò che vogliamo veramente, su come ci sentiamo veramente". All'interno dell'album sono presenti anche delle cover di canzoni di altri artisti come la stessa Taking Chances dei Platinum Weird, Alone degli Heart, New Dawn di Linda Perry e Right Next to the Right di Tim Christensen.

## Singoli
Il primo singolo dell'album Taking Chances è stato presentato per la prima volta il 10 settembre 2007 ed è stato inviato alle stazioni radio di tutto il mondo nello stesso giorno. Il singolo digitale è stato pubblicato il 17 settembre 2007 mentre il formato CD fu reso disponibile in alcuni paesi selezionati, alla fine di ottobre e all'inizio di novembre 2007. Il videoclip diretto da Paul Boyd fu girato a metà settembre 2007 a Las Vegas e fu presentato per la prima volta il 17 ottobre 2007. Taking Chances divenne un successo in Europa, raggiungendo le top ten di Danimarca, Italia, Svizzera e Francia, e le top 40 in Austria, Norvegia, Germania, Belgio Vallonia, Irlanda e Regno Unito. Nel Nord America, il singolo raggiunse la posizione numero nove nella Billboard Canadian Hot 100 e la numero cinquantaquattro nella Billboard Hot 100 degli Stati Uniti. Taking Chances raggiunse anche la prima posizione della Hot Dance Club Songs e nella Canadian Adult Contemporary Chart. Il singolo ha venduto oltre 20.000 download digitali in Canada, ricevendo il disco d'oro e 500.000 copie digitali negli Stati Uniti.
Nel Regno Unito, Eyes on Me fu pubblicato come secondo singolo promozionale. Il singolo digitale fu pubblicato il 4 gennaio 2008 mentre il formato CD fu pubblicato il 7 gennaio 2008. La canzone raggiunse la posizione numero 113 nella UK Singles Chart. Il video musicale di Eyes on Me, il quale contiene alcuni filmati del Taking Chances World Tour, fu pubblicato il 5 maggio 2008.
In Giappone, A World to Believe In è stato selezionato come seconda singolo per promuovere l'album. Tuttavia, è stato ri-registrato come un duetto anglo-giapponese con Yuna Ito, intitolato あ な た が い る 限 り: A World to Believe In. La canzone fu trasmessa per la prima volta in radio il 1º dicembre 2007 e il video musicale fu disponibile due giorni dopo. Il video fu girato a Las Vegas nell'ottobre del 2007 durante la registrazione della canzone di entrambe le artiste. Il CD singolo è stato pubblicato il 16 gennaio 2008 e ha raggiunto l'ottava posizione nella classifica giapponese Oricon.
Come videoclip del secondo singolo nordamericano, Alone, pubblicato il 15 marzo 2008, sono state utilizzate le riprese dello speciale televisivo That's Just the Woman in Me, dedicato al nuovo album di Céline Dion. Il singolo promozionale fu inviato alle stazioni radio in Canada e negli Stati Uniti all'inizio di aprile 2008. Questa cover della canzone di successo degli Heart è stata prodotta da Ben Moody. Alone fu scelto anche come terzo e ultimo singolo nel Regno Unito e pubblicato digitalmente il 5 maggio 2008. La canzone raggiunse la posizione numero cinquantasette della Canadian Hot 100, la numero ottantacinque della UK Singles Chart e la numero ventiquattro della Bubbling Under Hot 100.
My Love, scritto e prodotto da Linda Perry, è stato anche incluso nell'album successivo della Dion, My Love: Essential Collection e pubblicato come singolo promozionale del greatest hits nel settembre 2008.

## Promozione
Céline Dion visitò il Regno Unito alla fine di ottobre 2007 e iniziò a promuovere l'album esibendosi a The X Factor il 27 ottobre 2007, con Taking Chances. Più tardi, cantò Alone e Taking Chances in alcune trasmissioni del sabato sera del 3 novembre 2007. La Dion registrò anche uno speciale televisivo di An Audience with Celine Dion, trasmesso il 22 dicembre 2007, dove eseguì Taking Chances, Eyes on Me, Alone e alcuni dei suoi precedenti successi tra cui: My Heart Will Go On, Think Twice, un medley di It's All Coming Back to Me Now/Because You Loved Me/To Love You More, I Drove All Night, River Deep - Mountain High e The Prayer in duetto con Andrea Bocelli. Successivamente, la Dion visitò la Francia e cantò Taking Chances e due dei suoi successi in lingua francese con i concorrenti di Star Academy il 2 novembre 2007. La cantante registrò anche le performance di Taking Chances per altri due programmi televisivi francesi, Hit Machine e Vivement Dimanche, trasmessi rispettivamente il 1º dicembre 2007 e il 9 dicembre 2007. Il 4 novembre 2007, la Dion volò a Monaco dove ricevette il Legend Award ai World Music Award e dove si esibì con la sua Taking Chances. Questa esibizione fu trasmessa in televisione il 22 novembre 2007. Il 7 novembre 2007, la Dion visitò anche l'Italia, venendo ospitata a Domenica In dove si esibì in Taking Chances e I Knew I Loved You; la puntata fu trasmessa quattro giorni dopo. Il 10 novembre 2007, Céline arrivò in Germania dove cantò Taking Chances a Wetten, Dass ..?.

La promozione negli Stati Uniti iniziò il 12 novembre 2007, quando The Oprah Winfrey Show, dedicato alla Dion, fu trasmesso in televisione. Céline registrò la puntata prima della sua visita nel Regno Unito e si esibì in Taking Chances, Alone e anche in molti suoi precedenti successi quali: My Heart Will Go On, Because You Loved Me, A New Day Has Come e I Drove All Night.  Il 14 novembre 2007, la Dion cantò tre brani a Today, tra cui Taking Chances, Alone e I Drove All Night. Lo stesso giorno, a The Ellen DeGeneres Show, Céline Dion si esibì con Taking Chances e Because You Loved Me. La cantante inoltre si esibì anche agli American Music Award il 18 novembre 2007 e ad All My Children il 21 novembre 2007 con Taking Chances. Il 23 novembre 2007, Céline cantò Taking Chances, Alone e Because You Loved Me a The Early Show mentre a The View cantò Taking Chances e Alone. Il 27 novembre 2007, Céline Dion cantò Taking Chances e My Heart Will Go On alla finale di Dancing with the Stars. Il giorno successivo, fu eseguito dalla cantante Taking Chances, Alone e The Christmas Song all'Annual NYC Tree Lighting Ceremony. Il 21 dicembre 2007, due spettacoli furono registrati durante uno degli ultimi show di A New Day...; i concerti furono trasmessi su Larry King Live, dove la Dion cantò Taking Chances e The Christmas Song.

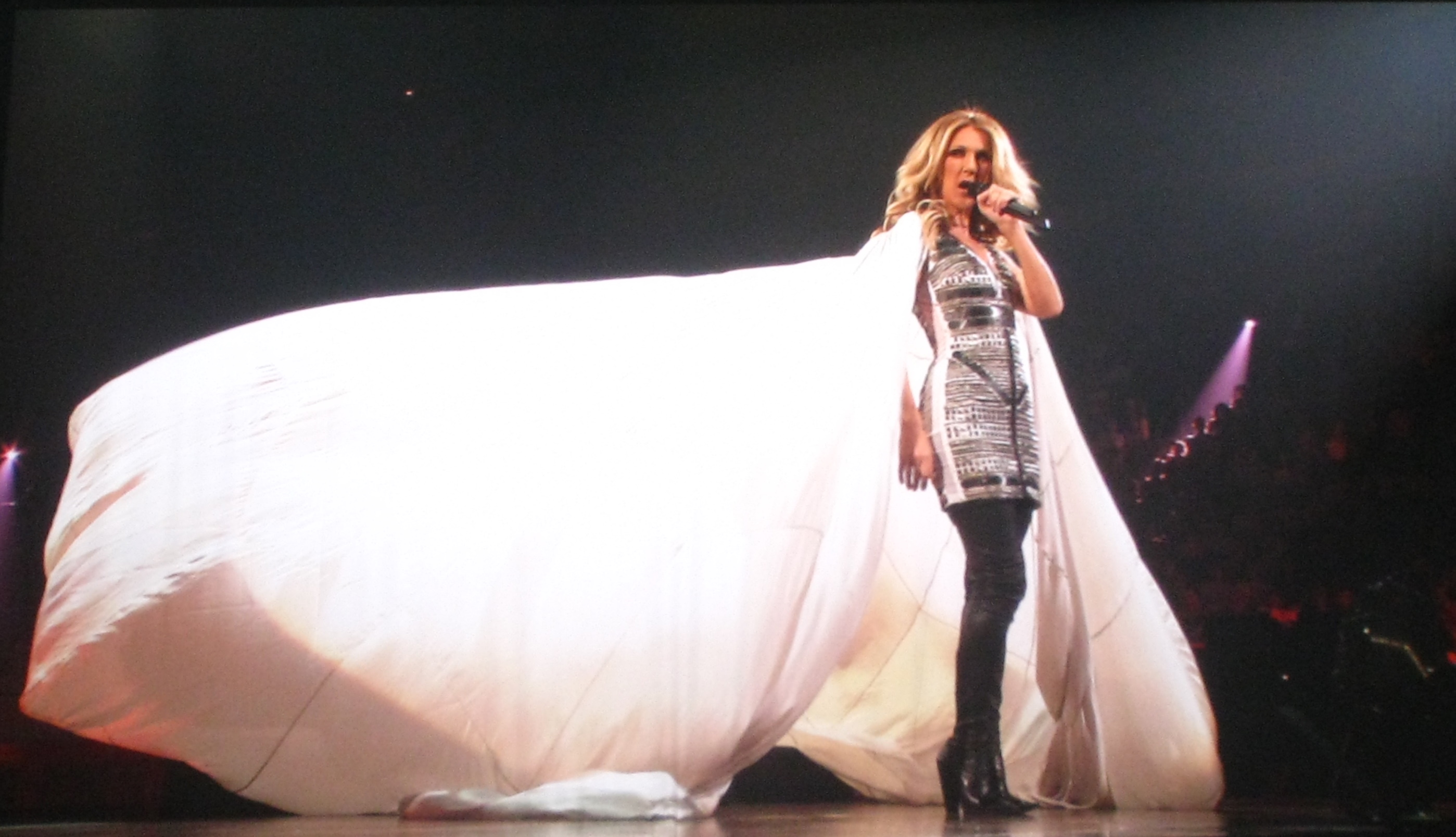
Céline Dion nel corso del suo Taking Chances World Tour.

Alla fine di gennaio 2008, Céline Dion tornò in Francia. Il 25 gennaio apparse alla finale di Star Academy e cantò Alone e due dei suoi successi in lingua francese con i concorrenti. Il giorno successivo, eseguì Taking Chances agli NRJ Music Award, dove ricevette il NRJ Award of Honor. Prima della sua seconda visita in Francia, la Dion registrò lo speciale televisivo That's Just the Woman in Me per gli Stati Uniti e il Canada, trasmesso il 15 febbraio 2008. In quel contesto cantò Taking Chances, Alone, Eyes on Me in versione remix con will.i.am, That's Just the Woman in Me e Something con Joe Walsh alla chitarra, The Power of Love, River Deep - Mountain High e The Prayer in duetto con Josh Groban. Quest'ultima traccia fu rilasciata come download digitale il 12 febbraio 2008.
Il 14 febbraio 2008, Céline Dion iniziò il suo tour mondiale per promuovere Taking Chances e visitò l'Africa, l'Asia, l'Australia, l'Europa e il Nord America, concludendo la tournée il 26 febbraio 2009. Il tour incassò oltre 279 milioni di dollari diventando il terzo tour di maggiore incasso di tutti i tempi da parte di un'artista femminile, solo dietro al Sticky & Sweet Tour e The MDNA Tour di Madonna. Il tour è stato presentato nel documentario Celine: Through the Eyes of the World pubblicato su DVD e Blu-ray nell'aprile 2010. Il concerto è stato distribuito in DVD e CD contemporaneamente come Taking Chances World Tour: The Concert e Tournée mondiale Taking Chances: Le spectacle.

## Recensioni da parte della critica
Con una valutazione basata su un punteggio complessivo di 53/100 da Metacritic, Taking Chances ricevette recensioni di varia natura da parte della critica musicale. Stephen Thomas Erlewine di AllMusic gli assegnò tre stelle, definendolo "un album al passo con i tempi: può vantare un certo lusso, che in piccole dosi può essere invitante, specialmente quei pezzi blues-rock, ma è qualcosa di particolarmente costoso e non altrettanto succulento. Billboard scrisse: "Come una botta emotiva, Taking Chances dovrebbe far tacere i critici che insistono nel definire la voce della Dion come fredda e asettica". Bill Lamb di About.com diede all'album tre stelle su cinque, commentando: "Ascoltare 16 canzoni una dietro l'altra può mettere alla prova anche il più zelante dei fan di Céline. 14 di queste canzoni soffrono, in varie gradazioni, di tendenze alla banalità o sembrano mancare di ispirazione. Non si può negare che siano racchiuse da due meravigliose canzoni che, purtroppo, danno solo un'idea di come Taking Chances avrebbe potuto diventare." Sarah Rodhman di The Boston Globe scrisse: "Quanti rischi effettivamente presi? Non molti, ma vale la pena godersi i vocalizzi precisi della Dion e queste canzoni orecchiabili."
| Recensione           | Giudizio     |
| -------------------- | ------------ |
| About.com            | [ 46 ]       |
| AllMusic             | [ 44 ]       |
| Amazon.com           | [ 48 ]       |
| Billboard            | (favorevole) |
| The Boston Globe     | (favorevole) |
| Entertainment Weekly | C+           |
| The Globe and Mail   | [ 50 ]       |
| NOW                  | [ 51 ]       |
| Rolling Stone        | [ 52 ]       |
| Slant Magazine       | [ 53 ]       |
| Toronto Star         | [ 54 ]       |
| USA Today            | [ 55 ]       |

Entertainment Weekly scrisse: "Fantastico come la Dion riesca a imitare chiunque da Shakira a Sam Phillips... ma la sua brutta imitazione di Janis Joplin è rischiare un po' troppo." Sal Cinquemani di Slant Magazine scrisse che "l'impegnativo disco di 16 tracce ha la pretesa di mostrare la regina della adult contemporary music in versione Las Vegas, assumersi dei rischi modernizzando il suo caldo sound tutto power ballad con molte chitarre e collaboratori in voga". Amazon.com scrisse: "In fin dei conti Taking Chances è forse la pubblicazione non in francese più forte di Céline dal 2002 con A New Day Has Come; nessuno sviscera il testo di una canzone con più cura o con più caratterizzazione." NOW commentò che "l'album ignora tranquillamente lo scorrere del tempo. Con la sua produzione all'acqua di rose e comuni arrangiamenti pop, sarebbe potuto essere uscito nel 1996". Edna Gundersen di USA Today scrisse: "Con Taking Chances la diva sembra che stia scaldando i muscoli, artisticamente parlando, ma in stile yoga, non in stile aerobica, e che stia cercando di eludere le aspettative". Ashante Infantry del Toronto Star commentò: "Con ovviamente le radio in mente, la Dion ha sostituito i fidati collaboratori di sempre con i maghi delle hit del momento: Ne-Yo, Linda Perry e Ben Moody, che ha co-scritto l'inno all'autostima This Time che parla di una donna vittima di violenza che trova la libertà. Il risultato è un sound rock più spiccato che non allontanerà i vecchi fan, ma che al contrario potrebbe attirarne di nuovi."

## Successo commerciale
In Canada, Taking Chances entrò in classifica alla numero uno con 80.000 copie vendute, superando il record della stessa Dion per il più grande debutto del 2007 (il suo album in lingua francese D'elles vendette 72.000 unità nella prima settimana di maggio 2007). Raccogliere due delle vendite più alte in Canada per due album diversi in un anno diede alla Dion un risultato senza precedenti nella storia della Nielsen SoundScan. Nella seconda settimana, Taking Chances rimase in cima alla classifica, vendendo 44.000 copie. La settimana successiva, Céline scese alla numero due e rimase in questa posizione per quattro settimane consecutive vendendo rispettivamente 39.000, 45.000, 37.000 e 43.000 copie. L'album tornò in cima alla classifica per l'ultima settimana del 2007, vendendo altre 13.000 copie. Grazie a questo successo commerciale, Taking Chances divenne il terzo album più venduto in Canada nel 2007 secondo Nielsen SoundScan, con vendite di 301.000 copie. L'album trascorse altre due settimane nella top ten in Canada. A luglio 2008, fu certificato quattro volte disco di platino dalla CRIA per aver venduto oltre 400.000 copie. Taking Chances è diventato anche l'album numero uno nella classifica di fine anno del 2008 in Canada.
Negli Stati Uniti, Taking Chances debuttò in terza posizione vendendo 215.000 copie. Più tardi, l'album scese alla numero otto e vi rimase per due settimane con vendite rispettivamente di 128.000 e 93.000 copie. Nelle successive quattro settimane, l'album rimase nella top 20 della Billboard 200, vendendo rispettivamente 84.000 (dodicesima posizione), 92.000 (quindicesima posizione), 134.000 (diciottesima posizione) e 50.000 copie (ventesima posizione). Taking Chances è stato certificato disco di platino dalla RIAA nel febbraio 2008 per aver venduto 1,1 milioni di copie a partire da maggio 2010.
L'album ha raggiunto la prima posizione anche in Svizzera, in Sud Africa e nella European Top 100 Albums, e ha raggiunto le top ten in altri paesi. L'album è stato certificato disco d'oro, disco di platino e multi platino in vari paesi 'Europa e non. Secondo l'IFPI, Taking Chances ha venduto 3,1 milioni di copie in tutto il mondo solo nel 2007.

## Riconoscimenti
Nel 2008, Céline Dion vince il World Music Award per l'Artista canadese dell'anno che ha venduto di più nel mondo. Ai Juno Award del 2008, la cantante è nominata in sei categorie, tra cui: Album dell'anno (D'elles, Taking Chances), Miglior album pop (Taking Chances), Album francofono dell'Anno (D'elles) Artista dell'Anno e Fan Choice Award. Ai Juno Award del 2009, Cèline Dion è nominata in tre categorie, tra cui: Singolo dell'Anno (Taking Chances), DVD Musicale dell'Anno (Live In Las Vegas- A New Day...) e Fan Choice Award.

## Tracce

### Taking Chances
1. Taking Chances – 4:02 (Kara DioGuardi, David A. Stewart)
2. Alone – 3:23 (Billy Steinberg, Tom Kelly)
3. Eyes on Me – 3:53 (Kristian Lundin, Savan Kotecha, Delta Goodrem)
4. My Love – 4:08 (Linda Perry)
5. Shadow of Love – 4:10 (Anders Bagge, Aldo Nova, Peter Sjöström)
6. Surprise Surprise – 5:14 (DioGuardi, Martin Harrington, Ash Howes)
7. This Time – 3:47 (David Hodges, Moody, Steven McMorran)
8. New Dawn – 4:45 (Perry)
9. A Song for You – 3:27 (Bagge, Nova, Robert Wells)
10. A World to Believe In – 4:08 (Tino Izzo, Rosanna Ciciola)
11. Can't Fight the Feelin – 3:51 (Nova)
12. I Got Nothin' Left – 4:20 (Shaffer Smith, Chuck Harmony)
13. Right Next to the Right One – 4:10 (Tim Christensen)
14. Fade Away – 3:17 (Peer Åström, David Stenmarck, Nova)
15. That's Just the Woman in Me – 4:33 (Kimberley Rew)
16. Skies of L.A. – 4:24 (Tricky Stewart, The-Dream, Thaddis Harrell)

### Taking Chances(Japanese and digital bonus tracks)
1. Map to My Heart – 4:15 (Guy Roche, Shelly Peiken)
2. The Reason I Go On – 3:42 (Christian Leuzzi, Nova, Bagge)

### Taking Chances(French digital bonus tracks)
1. Immensité – 3:34 (Nina Bouraoui, Jacques Veneruso)
2. Map to My Heart – 4:15 (Roche, Peiken)
3. Taking Chances (i-Soul Extended Remix) – 7:33 (DioGuardi, D. A. Stewart)

### Taking Chances(Deluxe Edition CD/DVD)
L'edizione deluxe include il CD con le 16 tracce, un libretto con i testi di canzoni e un DVD contenente un'anteprima del DVD di Live in Las Vegas: A New Day...
1. Exclusive sneak preview from Live in Las Vegas: A New Day... – 8:24
2. The Power of Love (from Live in Las Vegas: A New Day...) – 3:45
3. I Drove All Night (from Live in Las Vegas: A New Day...) – 4:31
4. I Surrender (from Live in Las Vegas: A New Day...) – 5:12
5. I Wish (from Live in Las Vegas: A New Day...) – 4:13

### Taking Chances(Limited Edition Special Package)
L'edizione box-set da collezione è simile all'edizione deluxe, con l'aggiunta di 16 foto e una bottiglietta della fragranza Celine Dion Parfums Enchanting.

### Taking Chances(Wal-Mart Exclusive 2 - Pack)
In questa edizione limitata dell'album è incluso un DVD bonus, contenente le sessioni di registrazione di sei tracce ed è disponibile solo nei negozi Walmart degli Stati Uniti.
1. That's Just the Woman in Me (recording session) – 3:24
2. Alone (recording session) – 8:11
3. Eyes on Me (recording session) – 8:27
4. A Song for You (recording session) – 8:50
5. Surprise Surprise (recording session) – 5:44
6. A World to Believe In (recording session) – 5:10

## Classifiche
| Classifiche           | Posizione massima |
| --------------------- | ----------------- |
| Argentina             | 4                 |
| Australia             | 12                |
| Austria               | 3                 |
| Belgio Fiandre        | 7                 |
| Belgio Vallonia       | 3                 |
| Canada                | 1                 |
| Repubblica Ceca       | 17                |
| Danimarca             | 2                 |
| Estonia               | 19                |
| Europa                | 1                 |
| Finlandia             | 13                |
| Francia               | 2                 |
| Germania              | 5                 |
| Giappone              | 6                 |
| Grecia                | 10                |
| Grecia internazionale | 2                 |
| Ungheria              | 12                |
| Irish Albums Chart    | 6                 |
| Italia                | 5                 |
| Messico               | 40                |
| Norvegia              | 7                 |
| Nuova Zelanda         | 4                 |
| Paesi Bassi           | 4                 |
| Polonia               | 21                |
| Portogallo            | 9                 |
| Regno Unito           | 5                 |
| Spagna                | 8                 |
| Stati Uniti           | 3                 |
| Sud Africa            | 1                 |
| Svezia                | 8                 |
| Svizzera              | 1                 |